# Kościół św. Marcina biskupa w Bruckenthalu
Kościół św. Marcina biskupa w Bruckenthalu – rzymskokatolicki kościół drewniany, zbudowany w latach 1862–1864 dla kolonistów niemieckich we wsi Bruckenthal (obecnie nie istnieje).

## Historia
Kapelania rzymskokatolicka w Bruckenthalu została założona wraz z kolonią osadniczą w r. 1786 przez kolonistów niemieckich. Samodzielną parafię utworzono tu w r. 1856, a obszerny, drewniany kościół zbudowano w latach 1862–1864, i poświęcono w r. 1864. Świątynia bardzo ucierpiała w trakcie działań pierwszego etapu I wojny światowej, a plebanię doszczętnie zniszczono. Jeszcze w 1915 roku starano się dokonań niezbędnych, choć z braku funduszy i materiałów głównie prowizorycznych napraw, aby można było odprawiać nabożeństwa we wnętrzu. W marcu 1944 roku kościół, w którym znajdowało się około 100 mieszkańców Bruckenthala, został spalony przez UPA. Obecnie nie istnieje.
Do parafii w Bruckenthalu należała murowana kaplica w Ostrobużu, gdzie do dzisiaj zachowały się pozostałości zrujnowanej świątynki z resztkami dekoracji malarskiej wewnątrz. 

## Architektura
Kościół w Bruckenthalu znajdował się na niewielkim wzniesieniu przy polnej drodze prowadzącej do dawnego folwarku (do 1945), a w czasach sowieckich do lokalnego kołchozu, ok. 1 km na zachód od głównej drogi do Chlewczan. Była to budowla znacznych rozmiarów, na rzucie prostokąta, z trzema przęsłami i prezbiterium zamkniętym trójbocznie. Dach kryty był gontem, a nad nawą znajdowała się wieżyczka na sygnaturkę z neobarokowym hełmem. Wygląd kościoła jest znany tylko z jednego, zachowanego archiwalnego zdjęcia.